# Kashishi (Tabora)
Kashishi è una circoscrizione rurale (rural ward) della Tanzania situata nel distretto di Kaliua, regione di Tabora. Conta una popolazione di 16 805 abitanti (censimento 2012).